# Tetrastichus pompilicola
Tetrastichus pompilicola är en stekelart som beskrevs av Graham 1960. Tetrastichus pompilicola ingår i släktet Tetrastichus och familjen finglanssteklar. Inga underarter finns listade i Catalogue of Life.